# Bombay americano
Il gatto bombay americano è un gatto di origine statunitense risultato dall'incrocio tra il gatto americano a pelo corto  e il gatto burmese.

## Informazioni generali
- Corpo: Taglia media, muscoloso, allungato, massiccio, sostenuto da zampe con cuscinetti neri. I maschi sono più robusti delle femmine
- Costituzione: Robusta (gli esemplari maschili tendono ad essere più robusti e pesanti)
- Peso: dai 2 ai 5 kg circa (gatto adulto)
- Testa: tonda, faccia paffuta e grande con muso corto e naso nero
- Occhi: rotondi di colore giallo o rame scuro e distanziati
- Orecchie: di media grandezza e protese in avanti, larghe alla base e arrotondate sulle punte
- Arti: lunghi, con zampa piccola e cuscinetti neri
- Vita media: approssimativamente dai 15 ai 17 anni
- Peculiarità: Persistente appetito che può condurre al diabete[1]

## Caratteristichefisiche
Il gatto bombay americano è un gatto completamente nero e dagli occhi gialli,  color smeraldo o azzurro cielo, di taglia media e dal corpo allungato e muscoloso ma con zampe sottili, più pesante rispetto a quanto l'apparenza sembrerebbe indicare (un maschio adulto può superare i 5 kg).
Ha una coda medio-lunga, elegante ed un pelo corto e lucidissimo (privo di sottopelo) che presenta un colore chiaro alla nascita e che va gradualmente scurendosi durante la crescita e l'avvicinarsi alla maturità sessuale.

Gli esemplari maschili tendono ad essere sensibilmente più grandi rispetto alle femmine.

Il gatto bombay si muove con passo felpato e l'ondeggiare tipico dei grossi felini.
La testa è rotonda e priva di spigoli, le guance sono piene e le mascelle robuste, mentre il naso è corto e convesso.

Gli occhi sono grandi, rotondi e ben distanziati, le orecchie sono di media grandezza, con la base larga e le punte leggermente arrotondate.

## Dati caratteriali

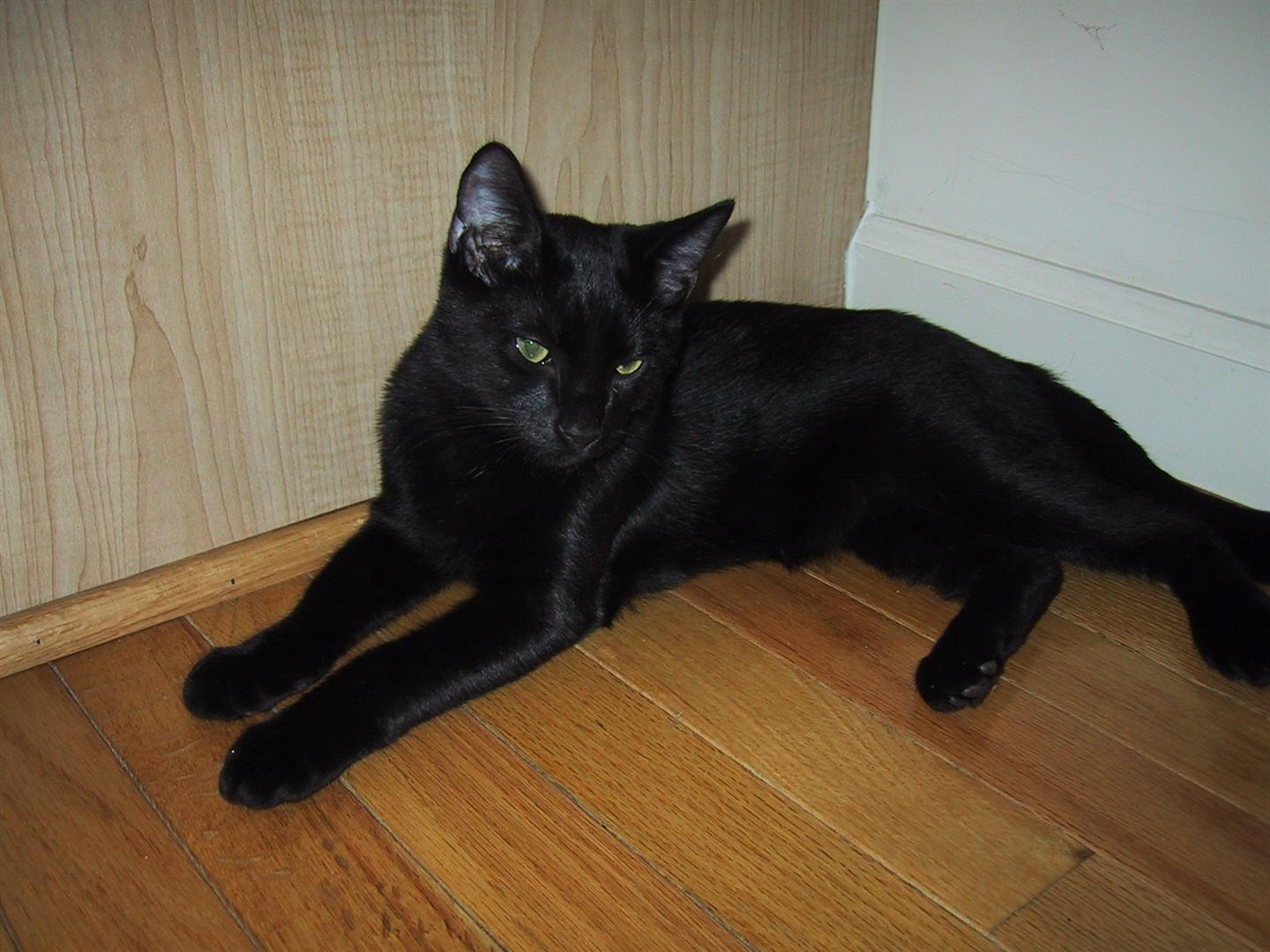
Un esemplare di Bombay Americano

Il gatto bombay presenta tutte le caratteristiche dei gatti da compagnia poiché la sua vita si svolge prevalentemente tra le mura domestiche; è intelligente e di indole affettuosa e si affeziona facilmente agli esseri umani. Pigro e socievole, detesta particolarmente i rumori forti che lo rendono ansioso. L'unica cosa difficile da udire è il suo miagolio: infatti accade raramente che miagoli preferendo far le fusa.
Le fusa sono molto frequenti, al contrario del miagolio, che emette raramente e con voce stridula.

Il gatto bombay tende a legarsi affettivamente alla sua famiglia ed a cercare attenzioni; per questi motivi è una razza particolarmente indicata per i bambini grazie alla sua giocosità.
Detesta rimanere da solo se non per brevi periodi di tempo e solitamente non ama la compagnia di altri gatti: tollera maggiormente la presenza di un cane che quella di un suo simile.
Il gatto bombay è molto ingenuo e non ha un grande istinto di sopravvivenza. Infatti è un animale scelto per la vita di appartamento.
L'alimentazione deve essere equilibrata a base di carne e verdure, nonostante esso preferisca prevalentemente i cibi a base di carne. Si presenta un gatto di moderato appetito poiché non brucia molte calorie. Per l'igiene è buona norma spazzolarlo di tanto in tanto su tutto il corpo con un panno morbido o una leggera spazzola di crine e controllare che sia adeguata la pulizia delle orecchie.

## Storia e classificazione
La razza deve il suo nome alla città di Bombay, in India, e alla spiccata somiglianza con il leopardo nero presente nella zona.

Viene infatti amichevolmente soprannominato “pantera da salotto”.
Il paese d'origine di questa razza, a dispetto del nome, sono gli Stati Uniti, in cui a partire dal 1958 un'allevatrice del Kentucky, Nikki Horner Archiviato il 21 novembre 2011 in Internet Archive., sottopose a incroci esemplari di burmese zibellino e di americano a pelo corto dal manto nero e dagli occhi color rame, con l'intenzione di produrre una sorta di “pantera in miniatura”.
In un'intervista sul Cat Fanciers Almanac del 1991, l'allevatrice raccontò la sua frustrazione nel trovare un mercato inizialmente riluttante nei confronti della sua nuova razza ibrida.

Ciò nonostante, grazie al suo programma d'allevamento messo in atto tra il 1966 e il 1972, Nikki Horner riuscì a far crescere 106 esemplari della nuova razza, quelli che non riuscì a vendere vennero regalati ad amici e conoscenti come animali da compagnia. Iscrisse anche i suoi esemplari a numerose mostre ed esposizioni feline, comprese molte importanti mostre annuali.

Nel 1970 la sua costanza venne premiata: nella conferenza annuale di quell'anno, svoltasi presso le cascate del Niagara, Jean Rose propose il riconoscimento ufficiale della razza, che venne approvato all'unanimità.
Presente attualmente in massa nei paesi dell'Asia e degli Stati Uniti, in Europa il gatto bombay americano viene allevato principalmente nel Regno Unito ed è molto raro in Italia.
La razza fu riconosciuta dalla C.F.A. nel 1976 e dalla T.I.C.A. nel 1979. È riconosciuta da molte associazioni feline sia negli Stati Uniti che in Europa, tra cui la F.I.Fe e il G.C.C.F. che la include nel gruppo degli Asian per la sua tipologia assai simile a quella del burmese.

## Alimentazione
L'alimentazione del gatto bombay deve essere moderata e controllata in quanto essendo un felino che non brucia molte calorie non deve assumerne troppe. Questa razza preferisce una dieta a base di carne, ma bisogna bilanciare bene anche con le verdure. Non dare cioccolata per nessun motivo.